# Pskow
Pskow (russisch Псков, deutsch historisch auch Pleskau, Pleskow, estnisch Pihkva, lettisch Pleskava) ist eine Großstadt im Nordwesten Russlands mit 203.279 Einwohnern (Stand 14. Oktober 2010), etwa 290 km südwestlich von Sankt Petersburg und nahe der Grenze zu Estland. Die Hauptstadt der Oblast Pskow ist eine der ältesten Städte Russlands. Früher war sie eine mächtige Grenzfestung und Hauptstadt einer unabhängigen mittelalterlichen Republik, heute ist sie eine bedeutende Industriestadt.
Im Jahr 903 erstmals urkundlich erwähnt, gewann die Stadt im 15. Jahrhundert hohe Bedeutung auf dem Gebiet der Baukunst und der Ikonenmalerei, im 16. Jahrhundert wurde sie Bischofssitz und blieb bis ins 19. Jahrhundert religiöses Zentrum für die Region.

## Geographie und Klima
Pskow liegt an der Mündung des Flüsschens Pskowa in die Welikaja in der Nähe des Pskower Sees, eines südlichen Nebengewässers des Peipussees. Die Welikaja ist zugleich der Hauptfluss der Oblast Pskow (etwa 55.300 km²). Bei Pskow befindet sich der westlichste Punkt des als „russisches Kernland“ betrachteten Gebietes (also ohne die Oblast Kaliningrad).
Die Durchschnittstemperatur beträgt im Winter (Januar) −8 bis −10 °C, im Sommer (Juli) 17 bis 18 °C.
|                       | Jan   | Feb   | Mär  | Apr | Mai  | Jun  | Jul  | Aug  | Sep  | Okt | Nov  | Dez  |   |     |
| Mittl. Tagesmax. (°C) | −4,8  | −3,5  | 1,6  | 9,6 | 17,5 | 21,2 | 22,3 | 20,8 | 15,4 | 9,0 | 2,3  | −2,2 | ⌀ | 9,2 |
| Mittl. Tagesmin. (°C) | −11,0 | −10,5 | −6,1 | 0,4 | 6,4  | 10,4 | 12,1 | 11,0 | 6,7  | 2,5 | −2,3 | −7,7 | ⌀ | 1   |
|                       |       |       |      |     |      |      |      |      |      |     |      |      |   |     |
| Niederschlag (mm)     | 37    | 29    | 32   | 37  | 46   | 68   | 78   | 81   | 64   | 53  | 56   | 47   | Σ | 628 |
|                       |       |       |      |     |      |      |      |      |      |     |      |      |   |     |
| Regentage (d)         | 10    | 8     | 8    | 8   | 9    | 10   | 10   | 11   | 12   | 11  | 12   | 12   | Σ | 121 |

| −11,0 |

| −10,5 |

| −6,1 |

| 0,4 |

| 6,4 |

| 10,4 |

| 12,1 |

| 11,0 |

| 6,7 |

| 2,5 |

| −2,3 |

| −7,7 |

| −11,0 |

| −10,5 |

| −6,1 |

| 0,4 |

| 6,4 |

| 10,4 |

| 12,1 |

| 11,0 |

| 6,7 |

| 2,5 |

| −2,3 |

| −7,7 |

## Geschichte

### Gründung
Pskow wurde vom ostslawischen Stamm der Kriwitschen gegründet. Die Anfänge der Stadt liegen im Dunkeln, Funde aus den Langen Kuranen und dem östlichen Baltikum belegen jedoch, dass die Siedlungsanfänge bis ins dritte Viertel des ersten Jahrhunderts reichen, eine kontinuierliche Entwicklung kann jedoch nicht nachgewiesen werden.
Als die Stadt 903 erstmals erwähnt wurde, bezeichnete man sie als lange existierend. Der Sage nach gehörte sie seit 864 zum Großfürstentum Nowgorod. Zu den Bewohnern der Stadt zählten Slawen, Skandinavier und finno-ugrische Bevölkerung.

### Mittelalter
Bereits 955 begann unter Fürstin Olga, der Witwe des Fürsten Igor von Kiew, die Christianisierung der Region; an die Stelle heidnischer Sitten trat die altrussische Kultur.

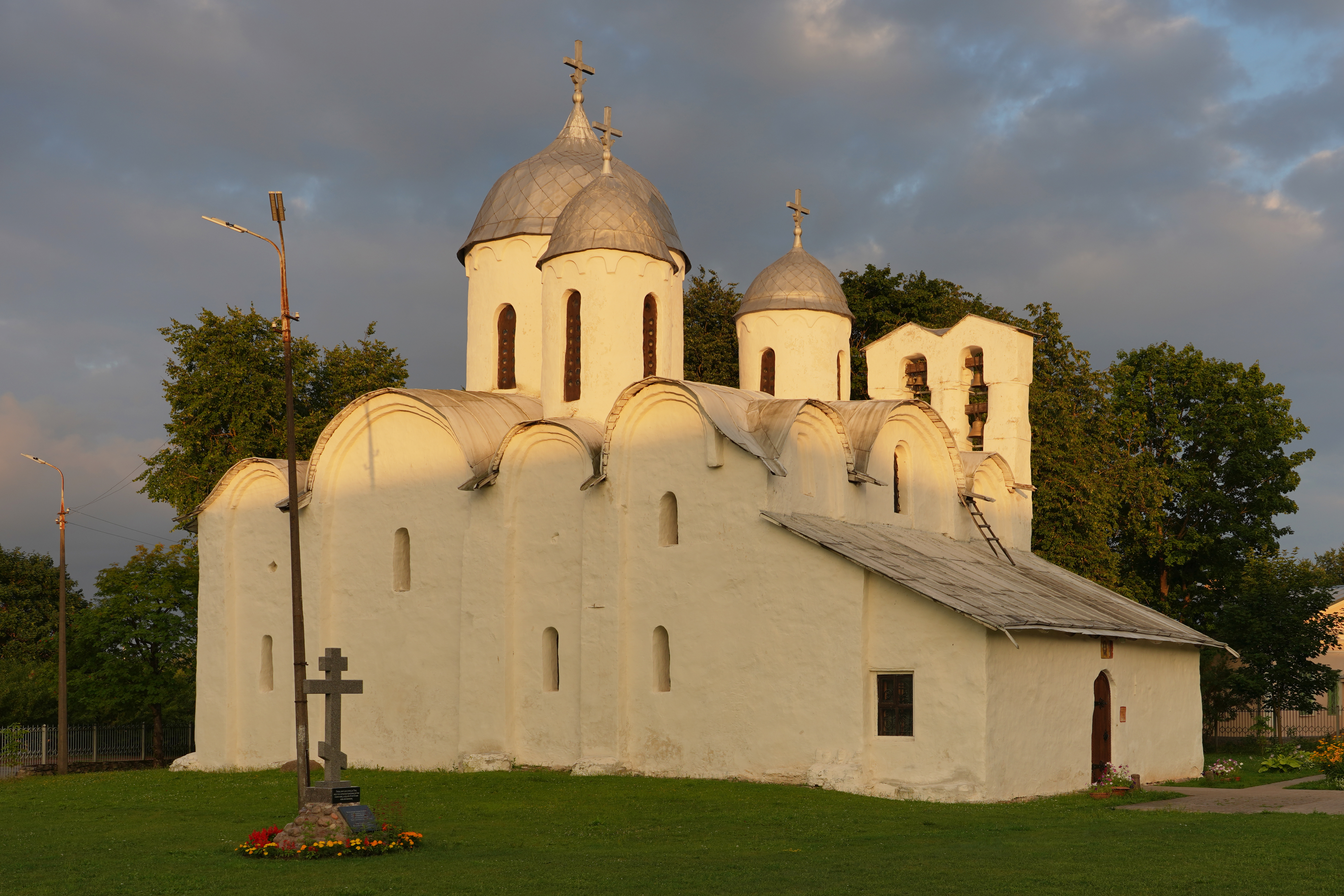
Kirche Johannes der Täufer (12. Jahrhundert) in Pskow

1137 wurde Pskow ein selbständiges Fürstentum unter Wsewolod Mstislawitsch. Obwohl er schon 1138 starb, wurde er in der Stadt zur Symbolfigur der Unabhängigkeit.
Als die russischen Fürstentümer im 13. Jahrhundert von den zerstörerischen Einfällen der Goldenen Horde im Zuge der mongolischen Invasion der Rus heimgesucht wurde, blieb Pskow verschont, musste sich aber etwa zur selben Zeit gegen den Deutschen Orden zur Wehr setzen. 1240 besetzte dieser die Stadt, doch am 5. April 1242 wurde er von Alexander Newski in der Schlacht auf dem Peipussee vernichtend geschlagen. Als Zentrum einer selbständigen Republik war Pskow auch im Folgenden immer wieder Angriffen aus dem Westen ausgesetzt. Allein im 15. Jahrhundert wehrte es 26 Belagerungen von Polen-Litauen sowie dem Deutschen Orden ab.
Zur Zeit der Hanse war Pskow Standort einer Faktorei und ein wichtiger Stützpunkt für die Reisenden, die den Weg von Riga oder Reval nach Nowgorod zum dortigen Hansekontor Peterhof mit dem Schlitten nahmen. Der Ablauf des Handels zwischen deutschen und russischen Kaufleuten ergibt sich aus dem 1607 in Pskow geschriebenen Gesprächsbuch des Lübecker Kaufmannsgehilfen Tönnies Fonne.
1510 wurde Pskow ein Teil des Großfürstentums Moskau. 1581/1582, am Ende des Livländischen Krieges, wurde es gegen das 50.000 Mann starke Heer des polnischen Königs Stephan Báthory verteidigt (siehe Belagerung von Pskow), ebenso 1615 bei der Belagerung durch den schwedischen König Gustav Adolf.

### Neuzeit

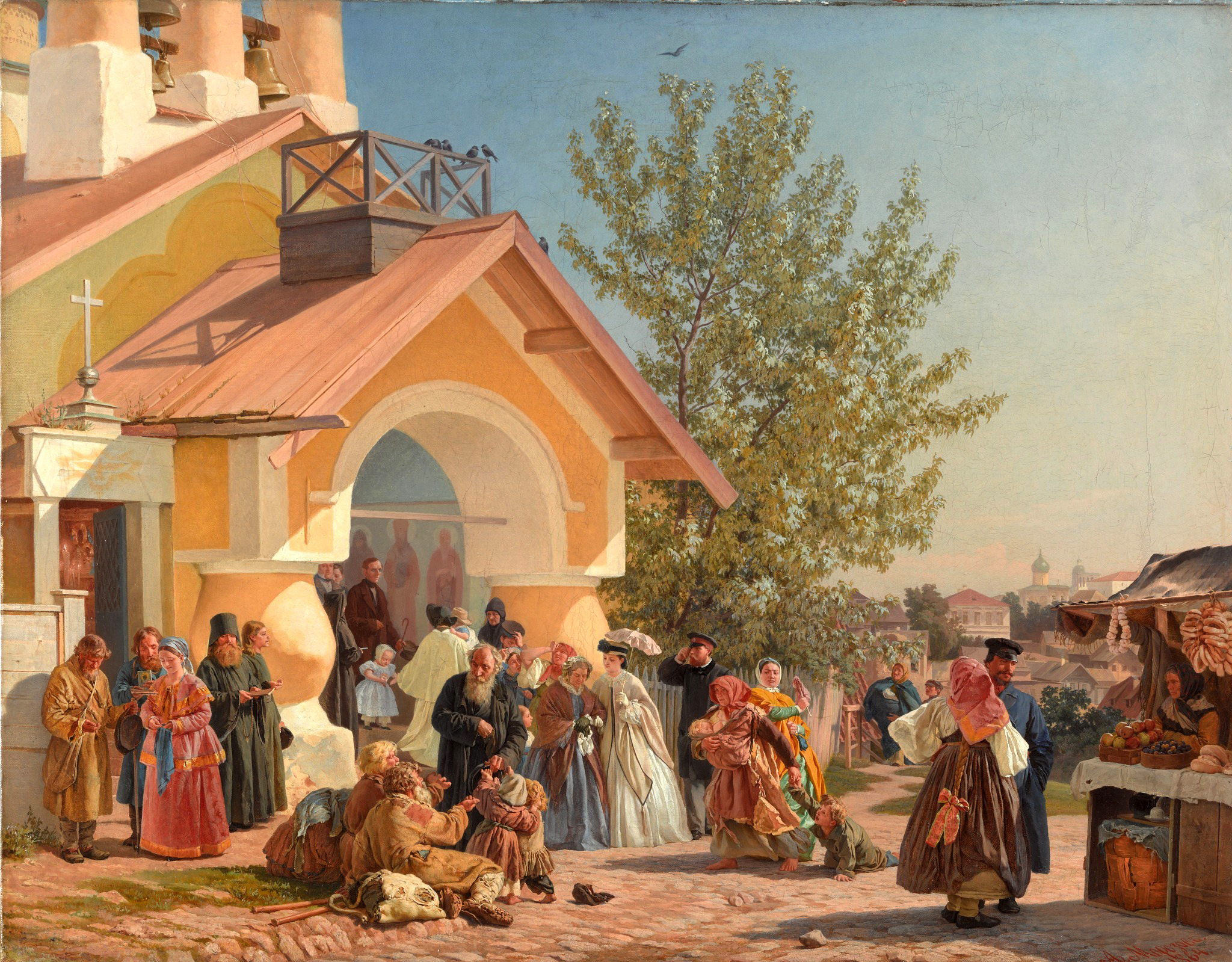
Alexander Iwanowitsch Morosow: Kirchenausgang in Pskow, 1864

Ab 1701 wurde die Stadt von Peter I. zur Festungsstadt ausgebaut, zur gleichen Zeit ging jedoch ihre Bedeutung aufgrund der Verlegung der Grenze nach Westen und der Gründung Sankt Petersburgs zurück. 1777 entstand das Gouvernement Pskow.
1900 hielt sich Lenin einige Monate in Pskow auf. Am 15. März 1917 unterzeichnete Zar Nikolaus II. in Pskow seine Abdankungsurkunde. Von Februar bis November 1918 war Pskow im Ersten Weltkrieg von deutschen Truppen besetzt. Vom Mai bis August 1919 wurde die Stadt von Truppen des weißrussisch-polnischen Generals Stanislau Bulak-Balachowitsch kontrolliert. Im September 1919 konnte die Rote Armee die Stadt einnehmen.

### Zweiter Weltkrieg
Im Zweiten Weltkrieg wurde aufgrund des Zögerns der sowjetischen Führung um Josef Stalin nach dem deutschen Überfall auf die Sowjetunion am 22. Juni 1941 versäumt, frontnahe Städte rechtzeitig zu evakuieren. Nur wenige örtliche KP-Funktionäre und Wissenschaftler konnten Pskow noch rechtzeitig verlassen. Weitere 10.000 Bewohner, die fliehen wollten, wurden von Truppen der deutschen Wehrmacht eingeholt und mussten wieder zurückkehren.
Während des Deutsch-Sowjetischen Krieges war die Stadt vom 9. Juli 1941 bis zum 23. Juli 1944 von der Wehrmacht besetzt. Etwa 300.000 Menschen kamen während der Besatzungszeit nach sowjetischen Schätzungen in und um Pskow ums Leben, davon etwa 60 Prozent Bewohner der Stadt und der umliegenden Dörfer, daneben eine große Zahl sowjetischer Kriegsgefangener. Pskow selbst verlor rund 40 Prozent seiner Bewohner, 26 Dörfer wurden ausgelöscht, die meisten davon in den Jahren 1943 und 1944. Ab September 1941 mussten die Pskower aufgrund eines Befehls der neuen lokalen Kommandantur ihre Stadt wiederaufbauen. Als die Tätigkeit von Partisanen in der Gegend ab Sommer 1942 immer stärker wurde, wurden aus Rache zahlreiche Häuser von der Wehrmacht niedergebrannt und den Menschen so ihre Lebensgrundlage genommen. Nicht selten wurden die Bewohner vertrieben. Die deutschen Besatzer plünderten Pskow gemäß ihrer im Generalplan Ost dokumentierten Ideologie und Zielsetzung aus: Nach neuen Verordnungen erhielten die Bewohner der Stadt seit November 1941 nur noch 33 Prozent der Nahrung. Die Bauern im Umland mussten regelmäßig zwei Drittel ihrer Ernte abliefern. In Pskow lebten etwa 1100 Juden, das waren 2 % der Bevölkerung. Die Deutschen ordneten im August 1941 ein Zwangsghetto an; die Insassen wurden Anfang 1942 erschossen. Zwischen März 1942 und Juli 1944 wurden rund 11.000 Menschen aus Pskow als Zwangsarbeiter nach Deutschland verschleppt. Im Zuge der Pskow-Ostrower Operation wurde die Stadt am 23. Juli 1944 von Truppen der Roten Armee befreit.

#### Kriegsgefangenenlager
In der Stadt befand sich sowohl das Stammlager 372 der Wehrmacht für deren sowjetische Kriegsgefangene wie auch das sowjetische Kriegsgefangenenlager 343 für deutsche Kriegsgefangene.

### Moderne
Während der Sowjetherrschaft wurden die meisten Klöster und Kirchen geschlossen oder zerstört. In der Perestroikazeit ist das geistliche Leben wiedererwacht. Viele Klöster wurden wieder eröffnet oder ausgebaut, zunächst mit bescheidenen Mitteln. Heute gewinnt Pskow wieder an Bedeutung als religiöses Zentrum. Zahlreiche Gläubige aus ganz Russland pilgern zu den Kirchen und Klöstern. Seit 1990 besteht eine Städtepartnerschaft mit Neuss, wozu auch Austausch von künstlerisch begabten Jugendlichen gehört. Die Evangelische Kirche im Rheinland pflegt seit 1991 – aus Anlass des 50. Jahrestags des deutschen Überfalls auf die Sowjetunion – eine Partnerschaft mit Pskow.
Heute ist Pskow auch Zentrum einer landwirtschaftlich und handwerklich-technisch geprägten Region und Standort mehrerer pädagogischer Hochschulen und Ausbildungsstätten.

## Bevölkerung

### Bevölkerungsentwicklung
| Jahr | Einwohner |
| ---- | --------- |
| 1897 | 30.478    |
| 1926 | 43.857    |
| 1939 | 60.439    |
| 1959 | 81.270    |
| 1970 | 126.711   |
| 1979 | 175.724   |
| 1989 | 203.789   |
| 2002 | 202.780   |
| 2010 | 203.279   |
| 2024 | 187.129   |

Anmerkung: Volkszählungsdaten

### Söhne und Töchter der Stadt
- Wilhelm von Fermor (1702–1771), General der russischen Armee
- Grigori Teplow (1717–1779), Staatsbeamter, Schriftsteller und Komponist
- Jakow Knjaschnin (1742–1791), Dichter, Dramaturg und Übersetzer
- Pjotr Petrowitsch Konownizyn (1764–1822), Korpsführer, General der Infanterie (1817) sowie von 1815 bis 1819 Kriegsminister des Russischen Reiches
- Maxim Worobjow (1787–1855), Landschaftsmaler
- Ferdinand von Wrangel (1797–1870), Offizier der kaiserlich-russischen Marine, Sibirienreisender, Weltumsegler und Geograph
- Adolf von Huebbenet (1830–1901), Staatsmann im Russischen Kaiserreich deutsch-baltischer Abstammung
- Georg Noltein (1854–1936), deutsch-baltisch-russisch-lettischer Eisenbahningenieur und Hochschullehrer
- Aleksander von der Bellen (1859–1924), liberaler russischer Politiker und Adeliger
- Walter Bodneck (1885–??), Sportschütze
- Alexander Bulynnikow (1892–1972), Geologe und Hochschullehrer
- Michail Nesturch (1895–1979), Anthropologe, Primatenforscher und Autor
- Jewgeni Tarejew (1895–1986), Internist, Pathophysiologe, Verdienter Wissenschaftler und Akademiemitglied
- Boris Schtegman (1898–1975), Ornithologe deutscher Abstammung
- Jelisaweta Bradis (1900–1975), Biologin und Hochschullehrerin
- Weniamin Kawerin (1902–1989), Schriftsteller
- Georg von Rauch (1904–1991), Historiker
- Markas Luckis (1905–1973), litauisch-argentinischer Schachspieler
- Iko Maran (1915–1999), estnischer Dramatiker und Jugendbuchautor
- Boris Meissner (1915–2003), deutsch-baltischer Rechtswissenschaftler
- Nikolai Schanin (1919–2011), Mathematiker
- Oleg Lawrentjew (1926–2011), Physiker
- Sara Minz (1927–1990), Literaturwissenschaftlerin und Hochschullehrerin
- Igor Pissarew (1931–2001), Kanute
- Iwan Ljubimow (* 1932), Skilangläufer
- Nina Tscheremissina (* 1946), Steuerfrau im Rudern
- Alexander Bastrykin (* 1953), Polizist
- Galina Stepanowa (* 1955), Ruderin
- Wladimir Smirnow (* 1957), Geschäftsmann
- Marija Fadejewa (* 1958), Ruderin und Bronzemedaillengewinnerin
- Swetlana Semjonowa (* 1958), Ruderin
- Marina Studnewa (* 1959), Ruderin
- Alexander Merkulov (* 1963), Pianist und Komponist
- Lew Schlosberg (* 1963), liberaler Politiker (Jabloko) und Journalist
- Andrei Schuwalow (* 1965), Degenfechter
- Sergei Fjodorow (* 1969), Eishockeyspieler
- Sergei Schilow (* 1970), Behindertensportler
- Oxana Fjodorowa (* 1977), Fernsehmoderatorin
- Alexander Wassiljew (* 1982), Politiker
- Julija Peressild (* 1984), Schauspielerin
- Michail Sjamjonau (* 1986), Biathlet
- Anastassija Kalina (* 1989), Biathletin
- Konstantin Schabanow (* 1989), Hürdenläufer
- Wladislaw Masternoi (* 1995), Fußballspieler
- Pawel Sorin (* 1995), Ruderer
- Jaroslaw Michailow (* 2003), Fußballspieler

## Kultur

### Sehenswürdigkeiten der Stadt

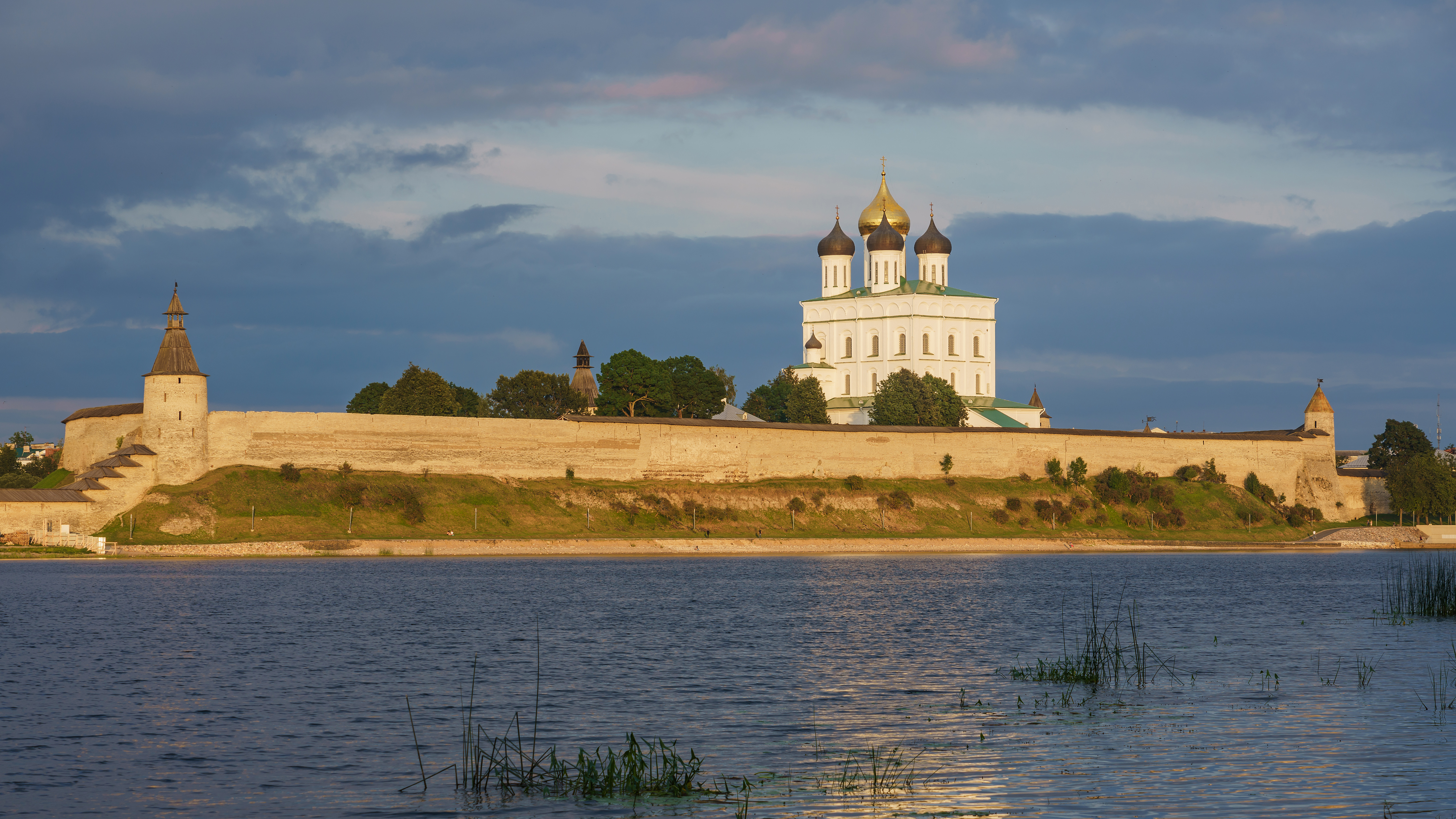
Dreifaltigkeitskathedrale mit Kreml in Pskow

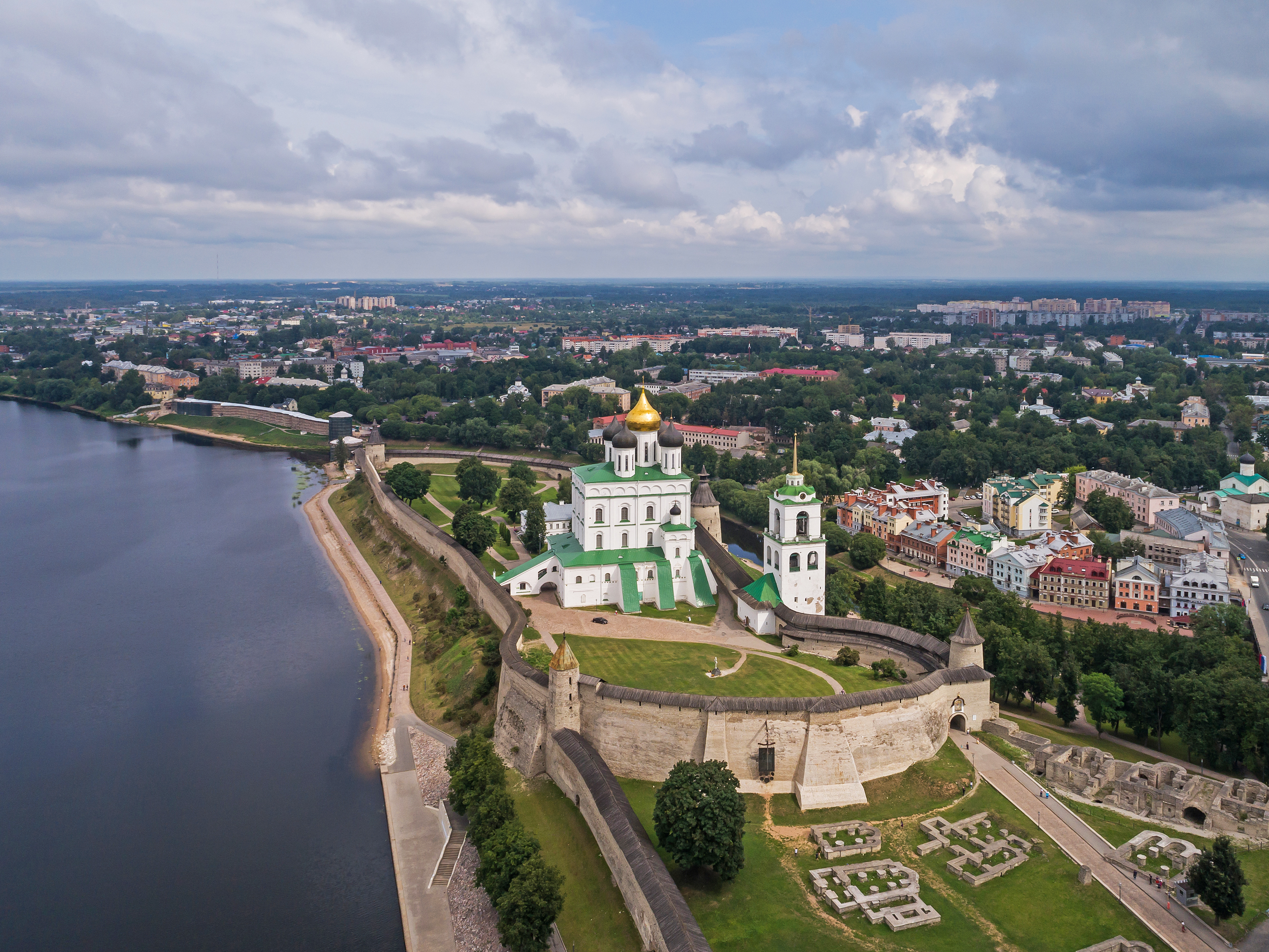
Kreml in Pskow, Luftbild

Die „Kirchen der Pskower Architekturschule“ wurden 2019 in die Liste der UNESCO-Weltkulturerbestätten aufgenommen.
- Kreml (mit Dreifaltigkeitskathedrale)
- Snetogorski-Kloster mit Mariä-Geburts-Kathedrale – ältestes erhaltenes mittelalterliches Freskenprogramm Russlands (Propheten, Mariä Geburt, Jüngstes Gericht)
- Kirche Mariä Schutz und Geburt
- Dowmontow-Stadt (Daumantas-Stadt)
- Basiliuskirche (15. Jahrhundert)
- Cosmas-und-Damian-Kirche (15. Jahrhundert)
- Kirche zu Christi Erscheinung (15. Jahrhundert)
- Mirosch-Kloster (mit Mirosch-Kathedrale, 12. Jahrhundert)
- Pogankinpalast (Museum für Geschichte und Kunsthandwerk)
- Gemäldegalerie

### Sehenswürdigkeiten der Umgebung
- Festung Isborsk
- Kloster Petschory
- Michailowskoje (Puschkin-Gedenkstätten)
- Swjatogorski Kloster (mit dem Grab von Puschkin)

## Politik

### Wappen
Beschreibung: In Blau ein laufender geradeaus sehender goldener Leopard unter einer zum Schildfuß zeigenden silbernen, segnenden Hand aus weißen Wolken am Schildhaupt hervorbrechend.
Die segnende Hand wird Zar Alexei zugeschrieben. Die Tingierung der Hand hat öfter gewechselt und war auch in Gold und in Naturfarbe.
Stadt und Oblast haben den identischen Wappenschild. Letzter hat auf den Schild die Kaiserkrone und goldenes Eichenlaub, dass durch ein blaues Band von St. Andreas gebunden ist, begleitet den Schild an den Seiten.
Das Wappen der Oblast wurde in der Regionalversammlung der Abgeordneten am 23. Februar 1995 beschlossen.

### Partnerstädte
Pskow listet folgende Partnerstädte auf:
| Arles      | Frankreich             |
| Białystok  | Polen                  |
| Daugavpils | Lettland               |
| Gera       | Deutschland            |
| Kuopio     | Finnland               |
| Mianyang   | Volksrepublik China    |
| Neuss      | Deutschland            |
| Nijmegen   | Niederlande            |
| Norrtälje  | Schweden               |
| Perth      | Vereinigtes Königreich |
| Roanoke    | Vereinigte Staaten     |
| Valmiera   | Lettland               |
| Tartu      | Estland                |
| Wizebsk    | Belarus                |

Die Stadt ist außerdem Mitglied des Städtebundes der Neuen Hanse und unterhält eine städtepartnerschaftsähnliche Kooperation mit dem deutschen Verein Initiative Pskow in der EKiR.

## Wirtschaft und Infrastruktur

### Verkehr
Pskow liegt an der Hauptverkehrsverbindung von Sankt Petersburg nach Lettland und in die Oblast Kaliningrad.
Der Bahnhof Pskow befindet an der Eisenbahnstrecke Sankt Petersburg – Warschau, die hier in Nord-Süd-Richtung verläuft.  Die Bahnstrecke Pskow–Petschory zweigt westlich ab und die Strecke Rybinsk – Bologoje – Pskow östlich.  Es gibt regelmäßige Personenzugverbindungen nach Sankt Petersburg und andere russische Städte.
Pskow ist mit Sankt Petersburg über die Fernstraße R23 verbunden. Gleichzeitig ist die Stadt Ausgangspunkt der Abzweigung A212, die in südwestlicher Richtung als Teil der Europastraße 77 zur estnischen Grenze führt. Die R56 verbindet Pskow mit Weliki Nowgorod.
Vom kleinen Flughafen Pskow im Süden der Stadt, der durch die Regionalfluggesellschaft Pskovavia betrieben wird, gibt es regelmäßige Verbindungen nach Moskau-Domodedowo und zum Flughafen Pulkowo in Sankt Petersburg.

### Bildung

#### Weiterführende Bildungseinrichtungen
- Freies Institut Pskow
- Staatliche Universität Pskow[8]
- Staatliche Pskower Pädagogische S.-M.-Kirow-Universität
- Filiale der Ingenieurökonomischen Akademie Sankt Petersburg
- EuroFaculty der Staatlichen Universität für Wirtschaft und Finanzen Sankt Petersburg (mit internationalen Kooperationspartnern)
- Filiale des Neuen Juristischen Instituts Moskau
- Abteilung Pskow der Nordwestlichen Akademie für Staatsdienst
- Abteilung Pskow für Fernausbildung der Petersburger Akademie des Innenministeriums Russlands
- Polytechnisches Institut Pskow der Staatlichen Polytechnischen Universität Sankt Petersburg

#### Bildungseinrichtungen für behinderte Menschen
- Heilpädagogisches Zentrum, getragen von der Initiative Pskow

### Militär
In Pskow ist die 76. Garde-Luftsturm-Division, eine Garde-Einheit der russischen Luftlandetruppen, stationiert. Es gibt Hinweise, dass ihre Einheiten im März 2022 in Butscha in der Ukraine eingesetzt wurden.
Auf dem Flughafen von Pskow sind Einheiten der russischen Luftstreitkräfte stationiert. Im Rahmen des russischen Angriffskrieges auf die Ukraine wurde der Flughafen am 29. August 2023 mit Drohnen angegriffen. Dabei seien nach russischen Angaben vier Transportflugzeuge vom Typ Iljuschin Il-76 beschädigt und ein Tanklager zerstört worden.